# Тисовецька сільська рада
Тисовецька сільська́ ра́да — адміністративно-територіальна одиниця та орган місцевого самоврядування у Сторожинецькому районі Чернівецької області. Адміністративний центр — село Тисовець.

## Історія
Утворена 12 травня 1941 р. із включенням населених пунктів Тисовець, Каруна, Раківське, Барсуки та Кривий.

## Загальні відомості
- Населення ради: 3 556 осіб (станом на 2001 рік)

## Населені пункти
Сільській раді підпорядковані населені пункти:
- с. Тисовець

## Склад ради
Рада складається з 20 депутатів та голови.
- Голова ради: Коваль Василь Лазарович
- Секретар ради: Попадюк Олександр Михайлович

### Керівний склад попередніх скликань
| Прізвище, ім'я, по батькові | Основні відомості                                                               | Дата обрання | Дата звільнення |
| --------------------------- | ------------------------------------------------------------------------------- | ------------ | --------------- |
| Коваль Василь Лазарович     | Сільський голова, 1965 року народження, освіта середня спеціальна               | 26.03.2006   | 31.10.2010      |
| Коваль Василь Лазарович     | Сільський голова, 1965 року народження, освіта середня спеціальна, безпартійний | 31.10.2010   |                 |

Примітка: таблиця складена за даними сайту Верховної Ради України

### Депутати
За результатами місцевих виборів 2010 року депутатами ради стали:

#### За суб'єктами висування
| Суб'єкт висування | Кількість обраних депутатів | %   |
| ----------------- | --------------------------- | --- |
| Самовисування     | 20                          | 100 |

#### За округами
| № округу | Прізвище, ім'я, по батькові   | Дата визнання обраним | Освіта             | Партійна приналежність                        | Відомості про обраного депутата                                     |
| -------- | ----------------------------- | --------------------- | ------------------ | --------------------------------------------- | ------------------------------------------------------------------- |
| 1        | Варварич Василь Георгійович   | 04.11.2010            | середня            | позапартійний                                 | пенсіонер                                                           |
| 2        | Попадюк Олександр Михайлович  | 04.11.2010            | вища               | позапартійний                                 | тимчасово не працює                                                 |
| 3        | Веренько Віктор Васильович    | 04.11.2010            | середня            | позапартійний                                 | тимчасово не працює                                                 |
| 4        | Кошарюк Віктор Миколайович    | 04.11.2010            | незакінчена вища   | член Політичної партії «Наша Україна»         | приватний підприємець                                               |
| 5        | Єричук Микола Олександрович   | 04.11.2010            | середня            | позапартійний                                 | ПП «Меркурій», водій                                                |
| 6        | Левицька Валентина Іванівна   | 04.11.2010            | вища               | член Всеукраїнського об'єднання «Батьківщина» | Тисовецька загальноосвітня школа, вчитель                           |
| 7        | Адамчук Микола Георгійович    | 04.11.2010            | середня спеціальна | член Політичної партії «Наша Україна»         | тимчасово не працює                                                 |
| 8        | Єреміца Микола Васильович     | 04.11.2010            | середня спеціальна | позапартійний                                 | тимчасово не працює                                                 |
| 9        | Греневич Микола Мірчович      | 04.11.2010            | середня            | член Партії регіонів                          | приватний підприємець                                               |
| 10       | Гнатюк Микола Іванович        | 04.11.2010            | середня спеціальна | позапартійний                                 | приватний підприємець                                               |
| 11       | Чепишко Дмитро Миколайович    | 04.11.2010            | середня            | позапартійний                                 | КМС-124, охоронець                                                  |
| 12       | Маковій Микола Дмитрович      | 04.11.2010            | середня спеціальна | позапартійний                                 | Тисовецьке гром. товариство, голова                                 |
| 13       | Цуркан Наталія Георгіївна     | 04.11.2010            | вища               | член Всеукраїнського об'єднання «Батьківщина» | Тисовецька загальноосвітня школа, вчитель                           |
| 14       | Георгіца Оксана Артемівна     | 04.11.2010            | середня спеціальна | член Всеукраїнського об'єднання «Батьківщина» | Тисовецький фельдшерсько-акушерський пункт, медсестра               |
| 15       | Кожолянко Сільва Петрівна     | 04.11.2010            | середня            | позапартійна                                  | Тисовецька сільська рада, інспектор з обліку військово-зобов'язаних |
| 16       | Штефанешин Іван Дмитрович     | 04.11.2010            | середня спеціальна | позапартійний                                 | приватний підприємець                                               |
| 17       | Стрижиборода Дмитро Федорович | 04.11.2010            | вища               | член Всеукраїнського об'єднання «Батьківщина» | Тисовецький фельдшерсько-акушерський пункт, лікар                   |
| 18       | Сушинський Дмитро Фокович     | 04.11.2010            | середня спеціальна | позапартійний                                 | приватний підприємець                                               |
| 19       | Чепишко Петро Георгійович     | 04.11.2010            | середня спеціальна | позапартійний                                 | тимчасово не працює                                                 |
| 20       | Глибочан Світлана Юхимівна    | 04.11.2010            | середня спеціальна | позапартійна                                  | Великокучурівська сільська рада, бухгалтер                          |